# Адвент
Адвент (лат. adventus) је период који означава неколико седмица пре Божића. Овај период прослављају бројне хришћанске деноминације. Адвент означава славље поводом рођења Исуса на Божић. Адвент почиње најкасније 27. новембра и завршава се 24. децембра.
Православна црква обележава адвент постом који траје 40 дана.

## Историја
Назив „адвент” долази од латинске речи „adventus” што значи долазак. Реч означава долазак Исуса Христа то јест дан његовог рођења. Прослава адвента започиње у 5. веку када је епископ Перпет де Турс наредио да се отпочне пост од празника Мартина Турског па све до Божића. У 13. веку верници престају да практикују адвентни пост али настављају да га обележавају као Божићни празник.

## Симбол и традиција
Адвент почиње 1. децембра и завршава се 24. децембра, што наравно не полаже црквеном датуму по којем адвент почиње четврте недеље пре Божића. Како би се пратили дани до рођења Исуса, користи се адвентски календар. Адвенски календар је посебан календар који се користи за рачунање дана адвента у ишчекивању Божића. Будући да датум прве недеље адвента варира, падајући између 27. новембра и 3. децембра, многи адвентски календари, посебно они који се могу поново користити, често почињу 1. децембра, иако они који се производе за одређену годину често укључују и последњих неколико дана новембра који су део литургијског доба.

### Адвентски венац
У античко доба венац је био симбол победе. Адвентски венац има симболику победе човека над лошим мислима. Идеја за венац настала је у време Адвента. Први венац направљен је 1838. године у дому за сиромашну децу у Хамбургу. Млади пастор Јохан Вишерн окупио је 1838. децу с улице и понудио им дом. Желео је пронаћи начин да својим штићеницима учини што лепшим Божићне празнике, тако да су заједно сваког дана од 1. децембра стављали по једну свећу унутар једног дрвеног обруча. 24. децембра, када су упалили све свеће изгледало је као светлећи круг. Већ следеће године његови штићеници су почели да украшавају обруч листовима и цветовима.

### Адвентски календар
Адвентски календар је као и венац настао у Немачкој. Адвентски календар састоји се од картона или другог материјала на којем су отвори са данима. Иза сваког отвора налази се слика или симбол а у новијим календарима чоколадице или бомбонице, који указује на долазак Божића и има број од 1 до 24. Почевши од 1. децембра, отварају се кућице, једна на дан, почевши од оне с бројем 1. па све до 24. Задњи дан је означен бројем 24. који крије Исусову слику или специјални мали поклон, у зависности од календара.
Неки календари су религиозни, док су други шарени и илустровани. Већина комерцијално доступних адвентских календара почиње 1. децембра, без обзира када Адвент почиње те године, што може бити већ 27. новембра, а некада тек 3. децембра.
Први познати адвентски календар ручно је израђен 1851. године. Први познати тискани адвентски календар произведен је у Хамбургу 1902. или 1903. године.
Послее Другог светског рата, наставило се ширење популарности адвентскога календара.

## Адвенски сајам
Адвентски или Божићни сајам је сајам који се одржава током Адвента. Најпознатији сајам је у Стразбуру, који је уједно и главни град Божића. 
Адвентски сајам је први пут одржан 1434. године у Дрездену, граду у Немачкој савезној држави Саксонија. Према традицији сајам се одржава на главном градском Тргу. На сајму се продају божићне декорације попут венаца, честитки, украса као и хране и пића. Традиционално Божићно пиће које се може наћи на сајму је вруће вино са екстрактом поморанџе или цимета.
Најпознатији адвенски сајми налазе се у Дортмунду, Дресдену, Бечу, Стразбуру, Ерфурту и Манчестеру.

## Пост код православних верника
Припреме за Божић почињу 15. новембра. За то вријеме је строги пост, поготову на Бадњак. Ближа припрема за Божић започиње 20. децембра. Ови датуми односе се на православне цркве које користе јулијански календар. За оне националне цркве, које још следе јулијански календар (Русија, Грузија, Украјина, Македонија, Црна Гора и Србија), пост почиње 28. новембра.
У православљу за вријеме поста, традиционално се пости од црвеног меса, перади, месних прерађевина, јаја, млечних производа, рибе, уља и вина. Риба, вино и уље допуштени су суботом и недељом, а уље и вино допуштени су уторком и четвртком. Риба и/или вино и уље допуштени су и на одређене дане.
Болесници, деца, старе особе и мајке мале деце не морају постити као и сви којима би живот био у опасности, због поста. Најстрожи пост је последњег дана.